# Portunicepon savignyi
Portunicepon savignyi är en kräftdjursart som först beskrevs av Stebbing 1910.  Portunicepon savignyi ingår i släktet Portunicepon och familjen Bopyridae. Inga underarter finns listade i Catalogue of Life.